# Cemitério Alemão

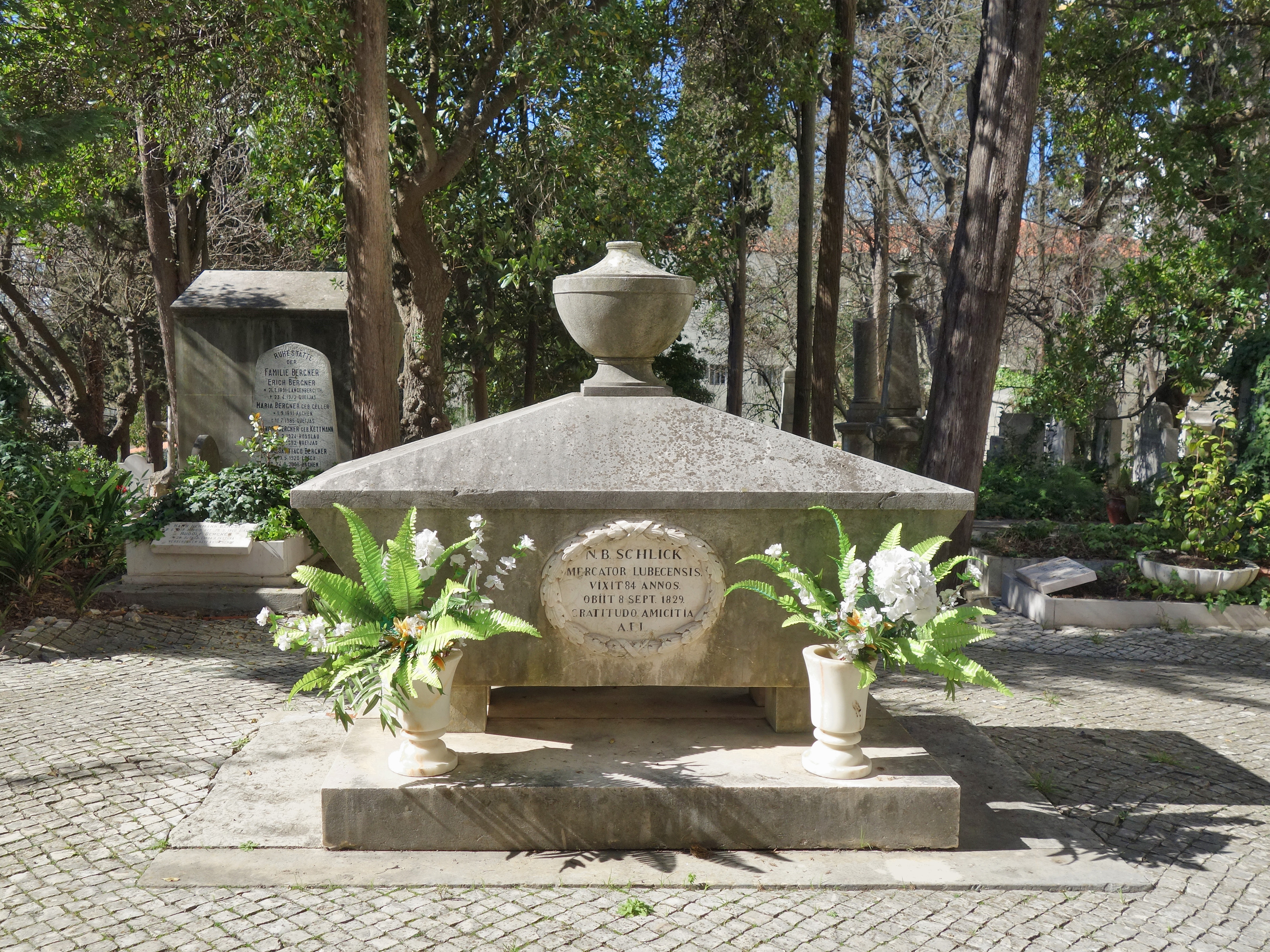
Das Grabmal des Stifters Nicolaus Berend Schlick

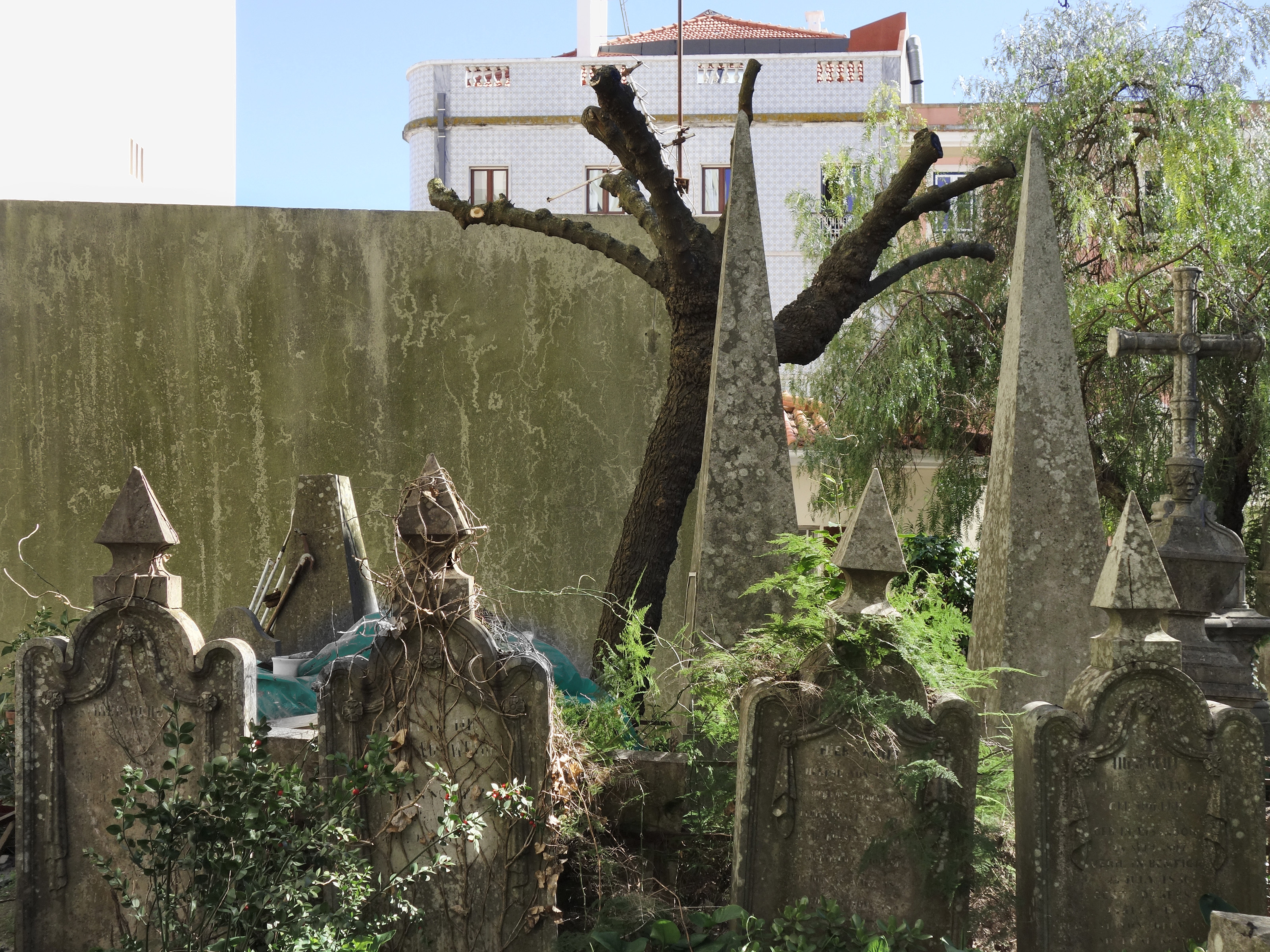
Historische Grabstätten

Der Cemitério Alemão ist der deutsche Friedhof der portugiesischen Hauptstadt Lissabon. Er befindet sich im westlichen Stadtbereich in der Stadtgemeinde Campo de Ourique.

## Geschichte
Bereits im Jahre 1147 sind Gräber von Deutschstämmigen in Lissabon dokumentiert, so sind etwa auf der Nordseite des Castelo de São Jorge, in der zentralen Sakristei im heutigen Kloster São Vicente de Fora, „deutsche Ritter“ begraben, die als Kreuzfahrer an der Belagerung von Lissabon teilgenommen haben und dabei gefallen sind.
Der Kaufmann Nicolaus Berend Schlick aus Lübeck stiftete 1822 das Gelände des Friedhofs der deutschen evangelischen Gemeinde in Lissabon. 1859 wurde er um eine russisch-orthodoxe Abteilung erweitert. Mit dem Bau einer Wasserleitung wurde ab 1871 das Gelände begrünt und mit Bäumen bepflanzt.